# トニー・カナーン
アントワーニ・ヒズカラー・”トニー”・カナーン・フィーリョ（Antoine Rizkallah "Tony" Kanaan Filho, 1974年12月31日 - ）は、アラブ系でブラジル・バイーア州サルヴァドール出身のレーシングドライバー。
アメリカ合衆国のオープンホイールレースで活躍し、2004年のインディカー・シリーズ（IRL）チャンピオンである。CART、IRLというアメリカの二つのオープンホイール選手権の双方で優勝の経験がある。
2006年現在、ブラジルではサンパウロ、アメリカではマイアミに居住、既婚。愛称はイニシャルである"TK"で、自身のオリジナルグッズや公式ウェブサイトでもTKロゴが使用されている。

## 経歴

### 初期の経歴
1983年、8歳の時にレーシングカートを開始しコースで練習を重ねる。1985年に初めて公式な選手権に挑戦。以後1990年でカートを卒業するまでサンパウロ州選手権で各クラス合わせて8回に渡りチャンピオンを獲得し、ブラジル全国選手権でもチャンピオン獲得の実績を残した。この間、13歳の時に父親を亡くし、以後、母がカナーンのカートレース活動を支えた。
1991年にブラジル・フォーミュラ・フォードにステップアップし四輪レースデビュー、ランキング6位。翌1992年はブラジル・フォーミュラ・シボレーに参戦しランキング5位とジュニアフォーミュラレースで腕を磨いた。

### ヨーロッパ
1993年より18歳でヨーロッパに渡り、フォーミュラ・オペル・ユーロ選手権に参戦、ランキング7位となる。1994年はイタリアのフォーミュラ・アルファ・ボクサー選手権にカテゴリーを移し、シリーズチャンピオンとアンダー21部門チャンピオンのダブル・タイトルを獲得。

### フォーミュラ3
1995年よりイタリアF3選手権にステップアップし、Team Tatuusのダラーラ・F395でフル参戦。9月17日に行われた第18戦イモラでF3初優勝、シーズン通算では表彰台を9回獲得し、ランキング5位を記録。同年5月のモナコグランプリF3にも出走しているが、このモナコF3での同世代ドライバーにラルフ・シューマッハ、トム・コロネル、アレクサンダー・ヴルツ、ノルベルト・フォンタナなども出走していた。

### アメリカ
1996年よりアメリカに渡り、タスマン・モータースポーツに加入。チームメイトはエリオ・カストロネベスとホセ・ルイス・ディ・パルマの3台体制でインディ・ライツへの参戦を開始した。初年度に2勝を挙げてランキング2位、ルーキー・オブ・ザ・イヤーを獲得。翌1997年はカストロネベスとクリスチアーノ・ダ・マッタの3人で繰り広げられたタイトル争いを制し、シリーズ・チャンピオンとなった。

### CART
折りしもこの時期は1996年に従来のインディカーレースと呼ばれていたシリーズであるCARTからインディ・レーシング・リーグ（IRL）が分裂し、北米ではCARTとIRLの2リーグが対立している状況だった。
この時期に有力だったのはCARTであり、1998年に上位カテゴリにステップアップすることになったカナーンもCARTを選んだ。この年は前年以前と同じくタスマンチームから参戦し、表彰台も2度獲得。ウォーカー・レーシングのジル・ド・フェラン、ニューマン・ハース・レーシングのクリスチャン・フィッティパルディ、パックウェスト・レーシングのマウリシオ・グージェルミンといった実力者を抑え、ブラジル人ドライバーの中で同年最高位となるランキング9位を記録し、ルーキー・オブ・ザ・イヤーを獲得した。
翌年はタスマンチームを吸収したフォーサイスで参戦し、この年はミシガン・スピードウェイで開催された第12戦US500で初優勝を飾った。
2000年はモー・ナン・レーシングに移籍したが、この年はイルモア製メルセデスエンジンの不調と、シーズン中盤のデトロイトにおけるクラッシュにより負傷し、4戦を欠場したためランキングとしては19位に沈む結果となった。
翌2001年は再びホンダエンジンを搭載してモー・ナン･レーシングから参戦し、CARTに復帰したアレックス・ザナルディとのコンビとなったが、9月にドイツ・ラウジッツリンクで開催された第16戦の事故で重傷を負ったザナルディが離脱を余儀なくされたため、第18戦からはケイシー・メアーズを同僚とした。カナーン自身はこの第16戦を含め第12戦から第19戦まで8戦連続入賞を続けるなどした結果、最終的にランキング9位に着けた。結果的にCARTでは3年に渡って参戦したが、優勝は1勝にとどまった。
この時期からCARTとIRLの力関係には変化が生じ、2002年途中でモー・ナン・レーシングがIRLへ移る決断をしたため、この年、カナーンはインディ500に初めて参加した（開催権をIRLが所有していたため、CART所属のカナーンはそれまでインディ500に参戦したことがなかった）。

### インディカー・シリーズ
2003年にアンドレッティ・グリーン・レーシングに移籍し、シリーズフル参戦初年度を迎えた。この年はオーナー兼ドライバーのマイケル・アンドレッティ、チームグリーン時代からの古参ダリオ・フランキッティ、カナーンと同年に移籍してきたブライアン・ハータのチームメイトとなったが、強力なチームのバックアップを得たことで一気にスターダムに伸し上がり、1勝、ランキング4位という、チーム内の最上位で終えた。
翌2004年はシーズン3勝を挙げ、8位でフィニッシュだった開幕戦以外全てのレースを上位5位以内で終えるという安定感を見せる。前年限りでドライバーから引退したアンドレッティに代わってチームメイトとなり、この年ランキング2位を記録したダン・ウェルドンに80ポイント以上の大差をつけてのシリーズチャンピオンを獲得した。
連覇に挑んだ2005年はウェルドンと立場が逆となり、独走したウェルドンに対して80ポイント差をつけられてランキング2位となった。同年はインディ500でのポールポジション獲得がハイライトであった。
2006年は先行するチップ・ガナッシ、ペンスキー勢に付け入ることはできず、表彰台に上がることも難しいシーズンとなったが、7月にウィスコンシン州で開催された第10戦A・J・フォイト225レースでは終始レースをリード。アンドレッティ・グリーンチームのシーズン初優勝を挙げ、一矢報いた。カナーンにとって前年8月のカリフォルニア以来、実に11ヶ月振りの優勝であった。シリーズランキングは6位。
2007年は全ドライバー最多となる5勝をあげ、ランキング3位。雨で赤旗中断となったこの年のインディ500では最多リードラップを獲得したが、最終結果は12位であった。
2008年はシーズン1勝でランキング3位に入ったが、2009年はこの年の2強となったチップ・ガナッシ、ペンスキー勢にアンドレッティASは遅れを取り、フル参戦7年目にして初のシーズン未勝利に終わる。シリーズランキングは6位だった。
2010年もチップ・ガナッシ、ペンスキー勢が速さを見せ、ランキングは前年と同じ6位であったが、第8戦アイオワで自身2年ぶりの優勝。シーズン終了後の10月29日にアンドレッティ・オートスポーツが、カナーンとの複数年契約を解除することで合意達したと発表し、8年間所属した同チームから離脱する。
2011年に向けてド・フェラン・ドラゴン・レーシングから参戦することが発表されたが、世界金融危機によるスポンサー不足などから急遽同チームが撤退。開幕直前になってKVレーシング・テクノロジーと契約し参戦した。ランキングは5位と前年を上回ったが、最高位は2位で2009年以来の未勝利だった。
インディ500では初参戦以来優勝がなかったが、2013年に初優勝。また、ツインリンクもてぎで開催されたCART/インディカーのレースに全て出走した唯一のドライバーでもある。
2023年2月、アロー・マクラーレンと第107回インディ500のみのスポット参戦契約を発表し、この出走を最後にインディカーレースから引退すると表明した。なお、フォーミュラカーからは退くが、IMSA スポーツカー選手権やWECにはまだ参戦する意向であり、レーシングドライバーとしての引退ではないと語った。

### その他
2007年のフォーミュラ・ニッポン第9戦鈴鹿サーキットに、ゲストドライバーとして参戦し決勝では6位入賞を果たした（ゲスト参戦のためポイントはなし。）。
2015年のデイトナ24時間レースで優勝を果たした。
2023年5月にアロー・マクラーレンからインディ500にスポット出走した後もアドバイザーの役職でチームに携わり、同年11月にマクラーレンの計らいにより母国の英雄であり、カナーン自身にとっても少年時からのヒーローであるアイルトン・セナが乗った1991年のF1マシン「マクラーレン・ホンダ MP4/6」をソノマ・レースウェイで走行させた。走行後のカナーンは「こんなことが実現したなんてまだ信じられない。マクラーレンと、提案してくれたザク・ブラウンには一生に一度の願いをかなえてもらった気持ちで感謝してもしきれないよ。」と感動に浸った。

## 交友関係
尊敬する人物にはエマーソン・フィッティパルディ、アイルトン・セナとホンダ陣営所属時2002年の質問で回答している。
その気さくな性格からほとんどのブラジル人ドライバーと交流があり、公式サイトには友人らからのコメント欄すら設けられている。中でも、元F1ドライバーのルーベンス・バリチェロとは「兄弟のようなもの」というほど仲が良く、2012年にはF1からインディカーに転向したバリチェロをチームメイトに迎え入れた。
2006年、F1モナコGPでバリチェロがカナーンのカラーリングのヘルメットを、決勝日が同日だったインディ500ではカナーンがバリチェロのカラーリングのヘルメットを着用して参戦した。これは同年1月にバリチェロが思いついたお遊びがきっかけで、「カナーンがF1で一番走ってみたいレース」と言ったモナコで、カナーンのヘルメットカラーで走って友人を驚かせるために考えたものであったが、バリチェロの企みを知ったカナーンは、ならば自分は同じ日のインディ500をバリチェロのヘルメットカラーで走るよと提案し実現した。開催される当日までこの企みは2人だけの秘密だった。
ブラジル人の友人、特にバリチェロからはカナーン（Kanaan）をもじって「アナォン（anão）」の愛称で呼ばれている（「ビッグイヤー」という意味の他、「能無し」という意味もある）。
ブラジル人以外では2005年までアンドレッティ・グリーン・レーシングのチームメイトだったイギリス人ダン・ウェルドンと付き合いが深く、ウェルドンはブラジルで毎年年末に行われているカートレース「グランジャ・ヴィアナ500マイルレース」にて2004年、2005年、さらにはウェルドン自身がチップ・ガナッシへ移籍し、カナーンとのチームメイト関係がなくなった2006年も、カナーンチームの一員として参戦するためにブラジルを訪れていた。この大会はもっぱらブラジル人ドライバーによる祭典であるため、他国のプロドライバーの参加は珍しいことであった。この大会においてカナーンは、バリチェロ、ウェルドン、同じくIRLに参戦しているブラジル人フェリペ・ジアフォーネとの4人組で参戦した。

## レース戦績

### アメリカン・オープンホイール

#### インディ・ライツ
| 年     | チーム                     | 1      | 2     | 3      | 4      | 5      | 6     | 7     | 8      | 9      | 10    | 11    | 12   | 13    | 順位 | ポイント |
| ------ | -------------------------- | ------ | ----- | ------ | ------ | ------ | ----- | ----- | ------ | ------ | ----- | ----- | ---- | ----- | ---- | -------- |
| 1996年 | タスマン・モータースポーツ | MIA 10 | LBH 2 | NAZ 12 | MIS 17 | MIL 7  | DET 1 | POR 5 | CLE 19 | TOR 24 | TRO 2 | VAN 2 | LS 1 |       | 2位  | 113      |
| 1997年 | タスマン・モータースポーツ | MIA 6  | LBH 5 | NAZ 5  | SAV 23 | STL 10 | MIL 3 | DET 1 | POR 3  | TOR 2  | TRO 1 | VAN 2 | LS 2 | FON 9 | 1位  | 156      |

#### CART
| 年     | チーム                     | シャシー        | エンジン           | 1       | 2       | 3        | 4       | 5       | 6       | 7       | 8       | 9       | 10      | 11      | 12      | 13     | 14      | 15      | 16     | 17     | 18     | 19      | 20      | 21    | 順位 | ポイント |
| ------ | -------------------------- | --------------- | ------------------ | ------- | ------- | -------- | ------- | ------- | ------- | ------- | ------- | ------- | ------- | ------- | ------- | ------ | ------- | ------- | ------ | ------ | ------ | ------- | ------- | ----- | ---- | -------- |
| 1998年 | タスマン・モータースポーツ | レイナード・98i | ホンダ             | MIA Ret | MOT 6   | LBH 5    | NZR 9   | RIO Ret | STL Ret | MIL 17  | DET 8   | POR 4   | CLE 14  | TOR Ret | MIS 11  | MDO 8  | ROA 4   | VAN Ret | LS 3   | HOU 3  | SRF 7  | FON Ret |         |       | 9位  | 92       |
| 1999年 | フォーサイス・レーシング   | レイナード・99i | ホンダ             | MIA Ret | MOT 6   | LBH Ret* | NZR Ret | RIO 5   | STL 7   | MIL 18  | POR 15  | CLE Ret | ROA 6   | TOR Ret | MIS 1   | DET 6  | MDO Ret | CHI 11  | VAN 9  | LS Ret | HOU 9  | SRF 6   | FON 9   |       | 11位 | 85       |
| 2000年 | モー・ナン・レーシング     | レイナード・2Ki | メルセデス・ベンツ | MIA 10  | LBH Ret | RIO Ret  | MOT Ret | NZR 8   | MIL 10  | DET DNS | POR     | CLE     | TOR     | MIS Ret | CHI Ret | MDO 13 | ROA 8   | VAN 14  | LS Ret | STL 13 | HOU 10 | SRF 8   | FON Ret |       | 19位 | 24       |
| 2001年 | モー・ナン・レーシング     | レイナード・01i | ホンダ             | MTY 7   | LBH 7   | TXS NH   | NZR 16  | MOT 3   | MIL 6   | DET DNS | POR Ret | CLE 16  | TOR Ret | MIS Ret | CHI 8   | MDO 5  | ROA 12  | VAN 4   | LAU 7  | ROC 8  | HOU 12 | LS 8    | SRF 17  | FON 5 | 9位  | 93       |
| 2002年 | モー・ナン・レーシング     | レイナード・02i | ホンダ             | MTY 16  | LBH 20  | MOT 15*  |         |         |         |         |         |         |         |         |         |        |         |         |        |        |        |         |         |       | 12位 | 99       |
| 2002年 | モー・ナン・レーシング     | ローラ・B02/00  | ホンダ             |         |         |          | MIL 16  | LS 12   | POR 8   | CHI 8   | TOR 17  | CLE 8   | VAN 3   | MDO 14  | ROA 4   | MTL 3  | DEN 6   | ROC 15  | MIA 9  | SRF 5  | FON 4  | MXC 8*  |         |       | 12位 | 99       |

#### インディカー・シリーズ
| 年     | チーム                               | シャシー       | エンジン | 1      | 2       | 3      | 4        | 5       | 6       | 7       | 8       | 9       | 10      | 11     | 12     | 13      | 14     | 15     | 16     | 17      | 18      | 19      | 順位 | ポイント |
| ------ | ------------------------------------ | -------------- | -------- | ------ | ------- | ------ | -------- | ------- | ------- | ------- | ------- | ------- | ------- | ------ | ------ | ------- | ------ | ------ | ------ | ------- | ------- | ------- | ---- | -------- |
| 2002年 | モー・ナン・レーシング               | Gフォース      | シボレー | HMS    | PHX     | FON    | NZR      | INDY 28 | TXS     | PPIR    | RIR     | KAN     | NSH     | MIS    | KTY    | STL     | CHI    | TX2    |        |         |         |         | 50位 | 2        |
| 2003年 | アンドレッティ・グリーン・レーシング | ダラーラ       | ホンダ   | HMS 4  | PHX 1   | MOT 14 | INDY 3   | TXS 2   | PPIR 2  | RIR 5   | KAN 4   | NSH 9   | MIS 16  | STL 2  | KTY 6  | NZR 18  | CHI 6  | FON 3  | TX2 14 |         |         |         | 4位  | 476      |
| 2004年 | アンドレッティ・グリーン・レーシング | ダラーラ       | ホンダ   | HMS 8  | PHX 1   | MOT 2  | INDY 2   | TXS 1   | RIR 5   | KAN 3   | NSH 1   | MIL 4   | MIS 2   | KTY 5  | PPIR 5 | NZR 2   | CHI 3  | FON 2  | TX2 2  |         |         |         | 1位  | 618      |
| 2005年 | アンドレッティ・グリーン・レーシング | ダラーラ       | ホンダ   | HMS 3  | PHX 3   | STP 2  | MOT 6    | INDY 8  | TXS 3   | RIR 19  | KAN 1   | NSH 19  | MIL 4   | MIS 4  | KTY 20 | PPIR 3  | SNM 1  | CHI 5  | WGL 2  | FON 2   |         |         | 2位  | 548      |
| 2006年 | アンドレッティ・グリーン・レーシング | ダラーラ       | ホンダ   | HMS 11 | STP 3   | MOT 3  | INDY 5   | WGL 11  | TXS 7   | RIR 18  | KAN 5   | NSH 12  | MIL 1   | MIS 4  | KTY 5  | SNM 11  | CHI 7  |        |        |         |         |         | 6位  | 384      |
| 2007年 | アンドレッティ・グリーン・レーシング | ダラーラ       | ホンダ   | HMS 5  | STP 3   | MOT 1  | KAN 15   | INDY 12 | MIL 1   | TXS 2   | IOW 16  | RIR 4   | WGL 4   | NSH 18 | MDO 4  | MIS 1   | KTY 1  | SNM 4  | DET 1  | CHI 6   |         |         | 3位  | 576      |
| 2008年 | アンドレッティ・グリーン・レーシング | ダラーラ       | ホンダ   | HMS 8  | STP 3   | MOT1 5 | LBH1 DNP | KAN 2   | INDY 29 | MIL 3   | TXS 5   | IOW 18  | RIR 1   | WGL 3  | NSH 4  | MDO 7   | EDM 9  | KTY 8  | SNM 3  | DET 3   | CHI 4   | SRF2 21 | 3位  | 513      |
| 2009年 | アンドレッティ・グリーン・レーシング | ダラーラ       | ホンダ   | STP 5  | LBH 3   | KAN 3  | INDY 27  | MIL 19  | TXS 8   | IOW 14  | RIR 6   | WGL 8   | TOR 17  | EDM 21 | KTY 3  | MDO 10  | SNM 8  | CHI 13 | MOT 11 | HMS 4   |         |         | 6位  | 386      |
| 2010年 | アンドレッティ・オートスポーツ       | ダラーラ       | ホンダ   | SAO 10 | STP 10  | ALA 8  | LBH 5    | KAN 3   | INDY 11 | TXS 6   | IOW 1   | WGL 21  | TOR 4   | EDM 12 | MDO 17 | SNM 7   | CHI 5  | KTY 4  | MOT 7  | HMS 3   |         |         | 6位  | 453      |
| 2011年 | KVレーシング・テクノロジー           | ダラーラ       | ホンダ   | STP 3  | ALA 6   | LBH 8  | SAO 22   | INDY 4  | TXS1 11 | TXS2 5  | MIL 19  | IOW 2   | TOR 26  | EDM 4  | MDO 5  | NHM 22  | SNM 28 | BAL 3  | MOT 17 | KTY 17  | LVS C   |         | 5位  | 366      |
| 2012年 | KVレーシング・テクノロジー           | ダラーラ・DW12 | シボレー | STP 25 | ALA 21  | LBH 4  | SAO 13   | INDY 3  | DET 6   | TXS 11  | MIL 2   | IOW 3   | TOR 4   | EDM 18 | MDO 6  | SNM 10  | BAL 20 | FON 18 |        |         |         |         | 9位  | 351      |
| 2013年 | KVレーシング・テクノロジー           | ダラーラ・DW12 | シボレー | STP 4  | ALA 13  | LBH 20 | SAO 21   | INDY 1  | DET1 13 | DET2 12 | TXS 3   | MIL 10  | IOW 3   | POC 13 | TOR1 5 | TOR2 24 | MDO 24 | SNM 13 | BAL 15 | HOU1 21 | HOU2 24 | FON 3   | 11位 | 397      |
| 2014年 | チップ・ガナッシ・レーシング         | ダラーラ・DW12 | シボレー | STP 6  | LBH 18  | ALA 9  | IMS 10   | INDY 26 | DET1 3  | DET2 9  | TXS 6   | HOU1 13 | HOU2 10 | POC 11 | IOW 3  | TOR1 3  | TOR2 2 | MDO 21 | MIL 3  | SNM 13  | FON 1   |         | 7位  | 544      |
| 2015年 | チップ・ガナッシ・レーシング         | ダラーラ・DW12 | シボレー | STP 3  | NLA 6   | LBH 5  | ALA 13   | IMS 7   | INDY 26 | DET1 20 | DET2 13 | TXS 2   | TOR 6   | FON 2  | MIL 6  | IOW 21  | MDO 5  | POC 19 | SNM 4  |         |         |         | 8位  | 431      |
| 2016年 | チップ・ガナッシ・レーシング         | ダラーラ・DW12 | シボレー | STP 9  | PHX 4   | LBH 6  | ALA 8    | IMS 25  | INDY 4  | DET1 9  | DET2 7  | RDA 2   | IOW 7   | TOR 4  | MDO 12 | POC 9   | TXS 3  | WGL 19 | SNM 13 |         |         |         | 7位  | 461      |
| 2017年 | チップ・ガナッシ・レーシング         | ダラーラ・DW12 | ホンダ   | STP 12 | LBH 15  | ALA 7  | PHX 6    | IMS 20  | INDY 5  | DET1 15 | DET2 10 | TXS 2   | ROA 21  | IOW 9  | TOR 19 | MDO 16  | POC 5  | GMP 16 | WGL 20 | SNM 16  |         |         | 10位 | 403      |
| 2018年 | A.J.フォイト・エンタープライズ       | ダラーラ・DW12 | シボレー | STP 11 | PHX 8   | LBH 8  | ALA 18   | IMS 14  | INDY 25 | DET 14  | DET 7   | TXS 21  | ROA 14  | IOW 17 | TOR 6  | MDO 18  | POC 17 | GTW 13 | POR 11 | SNM 12  |         |         | 16位 | 312      |
| 2019年 | A.J.フォイト・エンタープライズ       | ダラーラ・DW12 | シボレー | STP 15 | COTA 12 | ALA 18 | LBH 19   | IMS 20  | INDY 9  | DET1 15 | DET2 22 | TXS 16  | ROA 21  | TOR 17 | IOW 10 | MDO 20  | POC 8  | GTW 3  | POR 12 | LGS 16  |         |         | 16位 | 304      |
| 2020年 | A.J.フォイト・エンタープライズ       | ダラーラ・DW12 | シボレー | TXS 10 | IMS     | ROD1   | ROD2     | IOW1 18 | IOW2 11 | INDY 19 | GTW1 9  | GTW2 19 | MDO1    | MDO2   | IMS1   | IMS2    | STP    |        |        |         |         |         | 24位 | 104      |
| 2021年 | チップ・ガナッシ・レーシング         | ダラーラ・DW12 | ホンダ   | ALA    | STP     | TXS 11 | TXS 15   | IMS     | INDY 10 | DET     | DET     | ROA     | MDO     | TOR    | NSH    | IMS     | GTW 13 | POR    | LAG    | LBH     |         |         | 28位 | 96       |
| 2022年 | チップ・ガナッシ・レーシング         | ダラーラ・DW12 | ホンダ   | STP    | TXS     | LBH    | ALA      | IMS     | INDY 3  | DET     | ROA     | MDO     | TOR     | IOW    | IOW    | IMS     | NSH    | GTW    | POR    | LAG     |         |         | 26位 | 78       |
| 2023年 | アロー・マクラーレン                 | ダラーラ・DW12 | シボレー | STP    | TXS     | LBH    | ALA      | IMS     | INDY 16 | DET     | ROA     | MDO     | TOR     | IOW    | IOW    | NSH     | IMS    | GTW    | POR    | LAG     |         |         | 32位 | 18       |

1 同日に開催された
2 ポイント非加算のレース
| 年 | チーム | 出走数 | ポールポジション | 勝利数 | 表彰台 (勝利以外)** | トップ10 (表彰台以外)*** | インディ500勝利数 | チャンピオン獲得数 |
| -- | ------ | ------ | ---------------- | ------ | ------------------- | ------------------------ | ----------------- | ------------------ |
| 14 | 4      | 206    | 11               | 16     | 104                 | 141                      | 1                 | 1 (2004)           |

** 表彰台(勝利以外)：2位または3位
*** トップ10(表彰台以外)：4位から10位まで

#### インディ500
| 年     | シャシー  | エンジン | スタート | フィニッシュ | チーム                               |
| ------ | --------- | -------- | -------- | ------------ | ------------------------------------ |
| 2002年 | Gフォース | シボレー | 5        | 28           | モー・ナン・レーシング               |
| 2003年 | ダラーラ  | ホンダ   | 2        | 3            | アンドレッティ・グリーン・レーシング |
| 2004年 | ダラーラ  | ホンダ   | 5        | 2            | アンドレッティ・グリーン・レーシング |
| 2005年 | ダラーラ  | ホンダ   | 1        | 8            | アンドレッティ・グリーン・レーシング |
| 2006年 | ダラーラ  | ホンダ   | 5        | 5            | アンドレッティ・グリーン・レーシング |
| 2007年 | ダラーラ  | ホンダ   | 2        | 12           | アンドレッティ・グリーン・レーシング |
| 2008年 | ダラーラ  | ホンダ   | 6        | 29           | アンドレッティ・グリーン・レーシング |
| 2009年 | ダラーラ  | ホンダ   | 6        | 27           | アンドレッティ・グリーン・レーシング |
| 2010年 | ダラーラ  | ホンダ   | 33*      | 11           | アンドレッティ・オートスポーツ       |
| 2011年 | ダラーラ  | ホンダ   | 22       | 4            | KVレーシング・テクノロジー           |
| 2012年 | ダラーラ  | シボレー | 8        | 3            | KVレーシング・テクノロジー           |
| 2013年 | ダラーラ  | シボレー | 12       | 1            | KVレーシング・テクノロジー           |
| 2014年 | ダラーラ  | シボレー | 16       | 26           | チップ・ガナッシ・レーシング         |
| 2015年 | ダラーラ  | シボレー | 4        | 26           | チップ・ガナッシ・レーシング         |
| 2016年 | ダラーラ  | シボレー | 18       | 4            | チップ・ガナッシ・レーシング         |
| 2017年 | ダラーラ  | ホンダ   | 7        | 5            | チップ・ガナッシ・レーシング         |
| 2018年 | ダラーラ  | シボレー | 10       | 25           | A.J.フォイト・エンタープライズ       |
| 2019年 | ダラーラ  | シボレー | 16       | 9            | A.J.フォイト・エンタープライズ       |
| 2020年 | ダラーラ  | シボレー | 10       | 25           | A.J.フォイト・エンタープライズ       |
| 2021年 | ダラーラ  | ホンダ   | 5        | 10           | チップ・ガナッシ・レーシング         |
| 2022年 | ダラーラ  | ホンダ   | 6        | 3            | チップ・ガナッシ・レーシング         |
| 2023年 | ダラーラ  | シボレー | 9        | 16           | アロー・マクラーレン                 |

*カナーンはバックアップカーで予選32位であったが、レースではメインカーを使用することに決めた。これによりスタート位置は33番グリッドに降格した。

### アメリカン・ル・マン・シリーズ
| 年     | チーム                               | シャシー          | クラス | 1     | 2   | 3   | 4   | 5   | 6   | 7   | 8   | 9   | 10    | 11      | 12    | 順位 | ポイント |
| ------ | ------------------------------------ | ----------------- | ------ | ----- | --- | --- | --- | --- | --- | --- | --- | --- | ----- | ------- | ----- | ---- | -------- |
| 2007年 | アンドレッティ・グリーン・レーシング | アキュラ・ARX-01a | LMP2   | SEB 1 | STP | LNB | TEX | UTA | LIM | MID | AME | MOS | DET   | PET Ret | MON 4 | 17位 | 39       |
| 2008年 | アンドレッティ・グリーン・レーシング | アキュラ・ARX-01b | LMP2   | SEB   | STP | LNB | UTA | LIM | MID | AME | MOS | DET | PET 7 | MON 1   |       | 22位 | 39       |

### ル・マン24時間レース
| 年     | チーム                                | パートナー                                | 使用車両     | クラス  | ラップ | 総合順位 | クラス順位 |
| ------ | ------------------------------------- | ----------------------------------------- | ------------ | ------- | ------ | -------- | ---------- |
| 2017年 | フォード・チップ・ガナッシ・チームUSA | ジョーイ・ハンド ディルク・ミュラー       | フォード・GT | GTE Pro | 339    | 22位     | 6位        |
| 2018年 | フォード・チップ・ガナッシ・チームUK  | アンディ・プリオール ハリー・ティンクネル | フォード・GT | GTE Pro | 332    | 36位     | 12位       |

## 参照
1. ↑  KANAAN READY FOR 'LAST LAP' OF ILLUSTRIOUS CAREER インディカー公式ウェブサイト 2020年1月30日
2. ↑  1995Grand Prix de Monaco de Formula 3 Grand Prix Years
3. ↑  トニー・カナーン、今季限りでのインディカー・シリーズ引退を発表。唯一出走のインディ500がラストランに Motorsport.com日本版 2023年2月16日
4. ↑  Kanaan Drives Senna's 1991 McLaren MP4/6 World Champion The RACER Channel 2023年11月13日
5. ↑  CART NEWS トニー・カナーン Honda Racing 2002年